# Камара, Этьен
Этьен Амара Камара (фр. Etienne Amara Camara; род. 30 марта 2003, Нуази-ле-Гран) — французский футболист гвинейского происхождения, полузащитник клуба «Шарлеруа».

## Клубная карьера
Камара — воспитанник клубов «Торси», «Анже» и английского «Хаддерсфилд Таун». 13 августа 2022 года в матче против «Сток Сити» он дебютировал в английском Чемпионшипе. В 2023 году Этьен перешёл в итальянский «Удинезе». 1 ноября в поединке Кубка Италии против «Кальяри» он дебютировал за основной состав. В начале 2024 года Камара подписал контракт с бельгийским «Шарлеруа». 3 февраля в матче против «Кортрейка» он дебютировал в Жюпиле лиге.

## Международная карьера
В 2023 году в составе молодёжной сборной Франции Камара принял участие в молодёжном чемпионате мира в Аргентине. На турнире он сыграл в матче против команды Гондураса.